# Scott Poteet
Scott "Kidd" Poteet (7 de dezembro de 1973) é um piloto aposentado da Força Aérea dos Estados Unidos e piloto da Polaris Dawn.

## Educação
Ele recebeu um bacharelato em educação externa da Universidade de Nova Hampshire e posteriormente atendeu a Air Command and Staff College.
Scott Poteet é um tenente coronel aposentado da Força Aérea dos Estados Unidos que serviu por 20 anos numa variedade de papéis, incluindo o de comandante do 64th Aggressor Squadron e piloto do Thunderbird Patrol (Position 4),

## Voo espacial
Realizou seu primeiro voo espacial na Polaris Dawn, lançado no dia 10 de setembro de 2024.

## Vida pessoal
Poteet e sua esposa Kristen tem duas filhas e um filho. Ele é um atleta e e triatleta bem sucedido, competindo em 15 Ironman Triathlons desde 2000, incluindo quatro Ironman Hawaii em Kailua.